# Lioptilodes aguilaicus
Lioptilodes aguilaicus là một loài bướm đêm thuộc chi Lioptilodes, có ở Argentina. Loài bướm này bay vào tháng 10 và tháng 12, và có sải cánh khoảng 19-23 milimét.